# Louis Waldon
Louis Waldon (16. prosince 1934 – 6. prosince 2013) byl americký herec, jeden ze „superstars“ Andyho Warhola.
Narodil se v Modestu v Kalifornii, později se usadil v New Yorku. Počátkem šedesátých let hrál v divadelní adaptaci novely Balada o smutné kavárně od Carson McCullersové od dramatika Edwarda Albeeho. Zde jej objevil Warhol, který jej později obsadil do několika svých filmů, včetně The Nude Restaurant (1967), Lonesome Cowboys (1968), Flesh (1968), San Diego Surf (1968) a kontroverzní Blue Movie (1969), v němž měl Waldon pohlavní styk s herečkou Vivou. V té době hrál také ve filmech Adolfase Mekase a Josepha W. Sarna. Později se usadil v Evropě a hrál ve filmech Volkera Vogelera, Johannese Schaafa a dalších. Později se vrátil do USA, věnoval se výtvarné činnosti a občasně hrál ve filmech. Zemřel v Los Angeles ve věku 78 let. Roku 2023 proběhla v Kantor Gallery v Kalifornii výstava jeho děl spolu s obrazy Andyho Warhola a dalších.